# Horizonte absoluto
En relatividad general, un horizonte absoluto es una frontera en el espacio-tiempo, definido con respecto al universo externo, dentro el cual los acontecimientos no pueden afectar un observador externo. La luz emitida dentro del horizonte nunca puede alcanzar al observador, y cualquier cosa que pase a través del horizonte desde el lado del observador nunca es vuelta a ver.  Un horizonte absoluto es la frontera de un agujero negro por definición.
- Datos: Q4669818